# Frauen in der Rock and Roll Hall of Fame

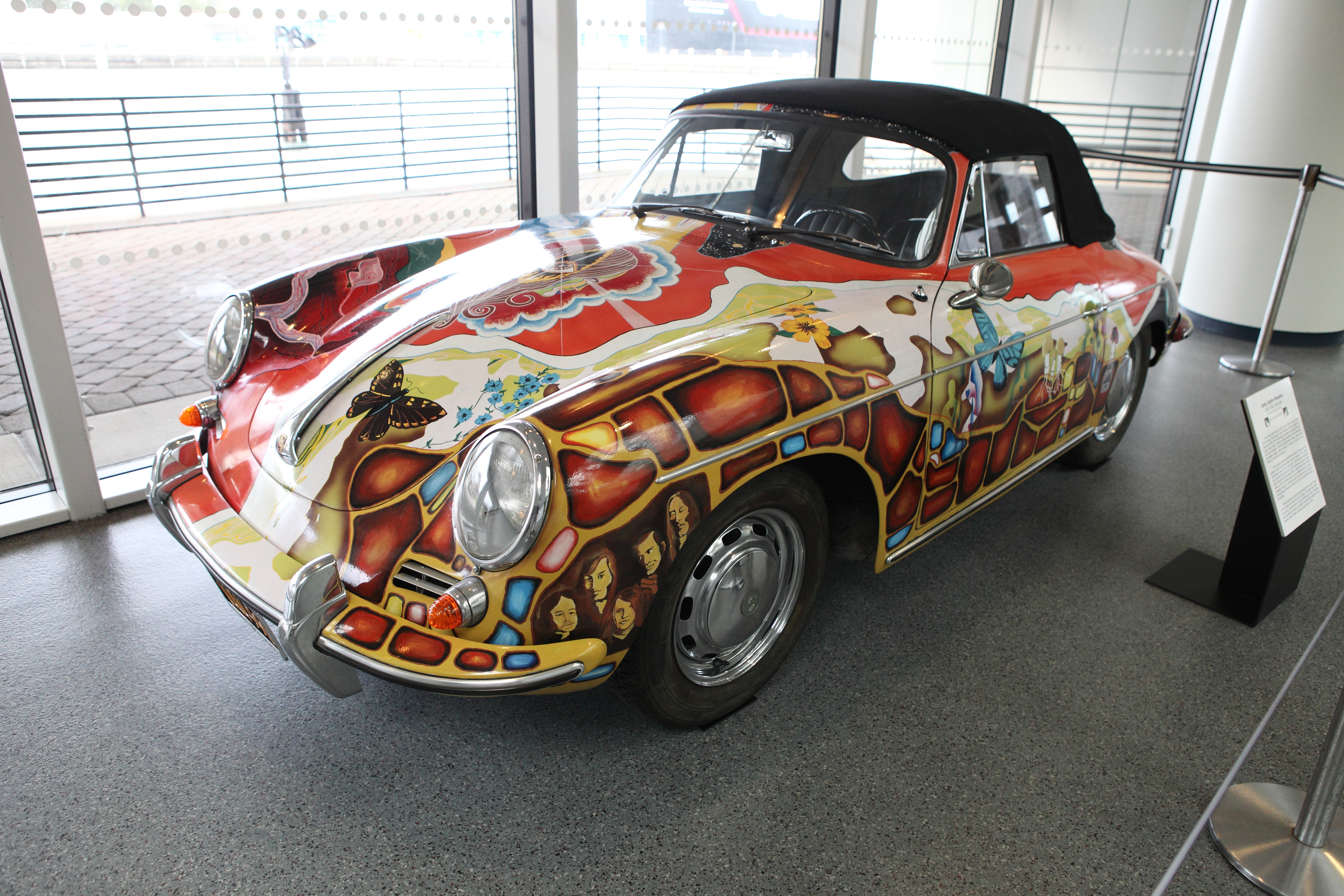
Der Porsche von Janis Joplin in der Memorabiliensammlung der Rock and Roll Hall of Fame

Frauen in der Rock and Roll Hall of Fame sind im Vergleich zur Anzahl ihrer männlichen Kollegen selten. Die Rock and Roll Hall of Fame ist eine Ruhmeshalle für die wichtigsten und einflussreichsten Musiker, Produzenten und Persönlichkeiten im Umfeld des Rock ’n’ Roll und darin auch der Rockmusik. In der Liste der Mitglieder sind neben zahlreichen Männern auch Frauen und Frauenbands sowie gemischte Bands mit Frauen enthalten.
Ursprünglich gab es vier Kategorien für die Aufnahme in die Hall of Fame: „Interpreten“ (performers), „Nicht-Interpreten“ (non-performers), „Frühe Einflüsse“ (early influences) sowie „Lebenswerk“ (lifetime achievement). Im Jahr 2000 wurde zusätzlich die Kategorie „Sidemen“ eingeführt. Die Aufnahme kann frühestens 25 Jahre nach Erscheinen der ersten Schallplatte oder CD eines Künstlers erfolgen. Innerhalb der Kategorien sind Frauen vor allem unter den Interpreten zu finden, wobei sie sowohl als Einzelkünstlerinnen sowie als Mitglieder verschiedener Bands auftauchen. Hinzu kommen einige Frauen, die in die Kategorie „Frühe Einflüsse“ aufgenommen wurden, sowie wenige „Nicht-Interpretinnen“. Bei letzteren handelt es sich vor allem um Songschreiberinnen, wobei alle drei geehrten Frauen dieser Kategorie jeweils gemeinsam mit einem Mann aufgenommen wurden, mit dem sie zusammenarbeiten. Es gibt nur zwei Frauen, die mit dem Award for Musical Excellence ausgezeichnet wurden: Patti Scialfa als Teil der E Street Band und Chaka Khan. In den Kategorien „Lebenswerk“ und „Sidemen“ wurden bisher keine Frauen aufgenommen.
Die erste Frau, die in die Hall of Fame aufgenommen wurde, war Aretha Franklin im Jahr 1987. Die erste Frau, die mehrfach aufgenommen wurde, war Stevie Nicks; sie wurde 1989 als Bandmitglied von Fleetwood Mac und dann 2019 auch als Solokünstlerin ausgezeichnet. Seitdem wurden auch Carole King (1990 als Songschreiberin über den Ahmet Ertegün Award und 2021 als Solokünstlerin) und Tina Turner (1991 als Teil von Ike & Tina Turner und 2021 als Solokünstlerin) zum zweiten Mal aufgenommen.

## Liste der Frauen
Die Liste der Frauen in der Rock and Roll Hall of Fame enthält alle Frauen, die seit der Gründung der Rock and Roll Hall of Fame im Jahr 1986 in diese aufgenommen wurden. Dabei handelt es sich vor allem um Interpretinnen, die als Einzelkünstlerinnen oder als Teil einer Band aufgenommen wurden.
| Jahr | Bild | Name                        | Weibliche Mitglieder (bei Bands) Männliche Mitglieder und Anmerkungen | Kategorie                    | Einführungsrede von                                |
| ---- | ---- | --------------------------- | --- | ---------------------------- | -------------------------------------------------- |
| 1987 |      | Aretha Franklin             | | Interpretinnen               | Keith Richards                                     |
| 1988 |      | The Supremes                | Florence Ballard, Diana Ross und Mary Wilson | Interpretinnen               | Little Richard                                     |
| 1989 |      | Bessie Smith                | | Frühe Einflüsse              | Anita Baker                                        |
| 1990 |      | The Platters                | Zola Taylor zusammen mit David Lynch, Herb Reed, Paul Robi und Tony Williams | Interpretinnen               | Phil Spector                                       |
| 1990 |      | Ma Rainey                   | | Frühe Einflüsse              | Bonnie Raitt                                       |
| 1990 |      | Carole King                 | zusammen mit Gerry Goffin | Nicht-Interpretinnen         | Ben E. King                                        |
| 1991 |      | LaVern Baker                | | Interpretinnen               | Chaka Khan                                         |
| 1991 |      | Ike & Tina Turner           | Tina Turner zusammen mit Ike Turner | Interpretinnen               | Phil Spector                                       |
| 1993 |      | Ruth Brown                  | | Interpretinnen               | Bonnie Raitt                                       |
| 1993 |      | Etta James                  | | Interpretinnen               | k.d. lang                                          |
| 1993 |      | Sly & the Family Stone      | Cynthia Robinson und Rosie Stone zusammen mit Greg Errico, Larry Graham, Jerry Martini, Freddie Stone und Sly Stone                                                                       | Interpretinnen               | George Clinton                                     |
| 1993 |      | Dinah Washington            | | Frühe Einflüsse              | Natalie Cole                                       |
| 1994 |      | Grateful Dead               | Donna Godchaux zusammen mit Tom Constanten, Jerry García, Keith Godchaux, Mickey Hart, Robert Hunter, Bill Kreutzmann, Phil Lesh, Ron McKernan, Brent Mydland, Bob Weir und Vince Welnick | Interpretinnen               | Bruce Hornsby                                      |
| 1995 |      | Janis Joplin                | | Interpretinnen               | Melissa Etheridge                                  |
| 1995 |      | Martha & the Vandellas      | Martha Reeves, Rosalind Ashford, Betty Kelly, Lois Reeves und Annette Sterling. | Interpretinnen               | Fred Schneider und Kate Pierson                    |
| 1996 |      | Gladys Knight & the Pips    | Gladys Knight zusammen mit William Guest, Merald Knight und Edward Patten | Interpretinnen               | Mariah Carey                                       |
| 1996 |      | Jefferson Airplane          | Grace Slick zusammen mit Marty Balin, Jack Casady, Spencer Dryden, Paul Kantner, Jorma Kaukonen                                                                                           | Interpretinnen               | Mickey Hart und Phil Lesh                          |
| 1996 |      | The Shirelles               | Shirley Alston Reeves, Addie Harris, Doris Kenner-Jackson und Beverly Lee | Interpretinnen               | Merry Clayton, Marianne Faithfull und Darlene Love |
| 1996 |      | The Velvet Underground      | Maureen Tucker zusammen mit John Cale, Sterling Morrison, Lou Reed | Interpretinnen               | Patti Smith                                        |
| 1997 |      | Joni Mitchell               | | Interpretinnen               | Shawn Colvin                                       |
| 1997 |      | Mahalia Jackson             | | Frühe Einflüsse              | Mavis Staples                                      |
| 1998 |      | Fleetwood Mac               | Christine McVie und Stevie Nicks zusammen mit Lindsey Buckingham, Mick Fleetwood, Peter Green, Danny Kirwan, John McVie und Jeremy Spencer                                                | Interpretinnen               | Sheryl Crow                                        |
| 1998 |      | The Mamas and the Papas     | Cass Elliot und Michelle Phillips zusammen mit Denny Doherty und John Phillips | Interpretinnen               | Shania Twain                                       |
| 1999 |      | Dusty Springfield           | | Interpretinnen               | Elton John                                         |
| 1999 |      | The Staple Singers          | Cleotha Staples, Mavis Staples und Yvonne Staples zusammen mit Pops Staples und Pervis Staples                                                                                            | Interpretinnen               | Lauryn Hill                                        |
| 2000 |      | Bonnie Raitt                | | Interpretinnen               | Melissa Etheridge                                  |
| 2000 |      | Billie Holiday              | | Frühe Einflüsse              | Diana Ross                                         |
| 2002 |      | Brenda Lee                  | | Interpretinnen               | Jewel                                              |
| 2002 |      | Talking Heads               | Tina Weymouth zusammen mit David Byrne, Chris Frantz und Jerry Harrison | Interpretinnen               | Anthony Kiedis                                     |
| 2005 |      | The Pretenders              | Chrissie Hynde zusammen mit Martin Chambers, Pete Farndon und James Honeyman-Scott | Interpretinnen               | Neil Young                                         |
| 2006 |      | Blondie                     | Debbie Harry zusammen mit Clem Burke, Jimmy Destri, Nigel Harrison, Frank Infante, Chris Stein und Gary Valentine                                                                         | Interpretinnen               | Shirley Manson                                     |
| 2007 |      | The Ronettes                | Ronnie Spector, Estelle Bennett und Nedra Talley | Interpretinnen               | Keith Richards                                     |
| 2007 |      | Patti Smith                 | | Interpretinnen               | Zack de la Rocha                                   |
| 2008 |      | Madonna                     | | Interpretinnen               | Justin Timberlake                                  |
| 2009 |      | Wanda Jackson               | | Frühe Einflüsse              | Rosanne Cash                                       |
| 2010 |      | ABBA                        | Agnetha Fältskog und Anni-Frid Lyngstad zusammen mit Benny Andersson und Björn Ulvaeus | Interpretinnen               | Barry and Robin Gibb                               |
| 2010 |      | Ellie Greenwich             | zusammen mit Jeff Barry | Nicht-Interpretinnen         | Carole King                                        |
| 2010 |      | Cynthia Weil                | zusammen mit Barry Mann | Nicht-Interpretinnen         | Carole King                                        |
| 2011 |      | Darlene Love                | | Interpretinnen               | Bette Midler                                       |
| 2012 |      | The Miracles                | Claudette Rogers Robinson zusammen mit Bobby Rogers, Ronald White, Marv Tarplin und Pete Moore                                                                                            | Interpretinnen               | Smokey Robinson                                    |
| 2012 |      | Laura Nyro                  | | Interpretinnen               | Bette Midler                                       |
| 2013 |      | Heart                       | Ann Wilson und Nancy Wilson zusammen mit Michael DeRosier, Roger Fisher, Steve Fossen und Howard Leese                                                                                    | Interpretinnen               | Chris Cornell                                      |
| 2013 |      | Donna Summer                | | Interpretinnen               | Kelly Rowland                                      |
| 2014 |      | Linda Ronstadt              | | Interpretinnen               | Glenn Frey                                         |
| 2014 |      | E Street Band               | Patti Scialfa zusammen mit Roy Bittan, Clarence Clemons, Danny Federici, Nils Lofgren, Vini Lopez, David Sancious, Steven Van Zandt und Max Weinberg                                      | Award for Musical Excellence | Bruce Springsteen                                  |
| 2015 |      | Joan Jett & the Blackhearts | Joan Jett zusammen mit Gary Ryan, Lee Crystal, Ricky Byrd und Kenny Laguna | Interpretinnen               | Miley Cyrus                                        |
| 2017 |      | Joan Baez                   | | Interpretinnen               | Jackson Browne                                     |
| 2018 |      | Nina Simone                 | | Interpretinnen               | Mary J. Blige                                      |
| 2018 |      | Sister Rosetta Tharpe       | | Frühe Einflüsse              | Brittany Howard                                    |
| 2019 |      | Janet Jackson               | | Interpretinnen               | Janelle Monáe                                      |
| 2019 |      | Stevie Nicks                | | Interpretinnen               | Harry Styles                                       |
| 2020 |      | Whitney Houston             | | Interpretinnen               | Alicia Keys                                        |
| 2021 |      | Go-Go’s                     | Charlotte Caffey, Belinda Carlisle, Gina Schock, Kathy Valentine und Jane Wiedlin | Interpretinnen               | Drew Barrymore                                     |
| 2021 |      | Carole King                 | | Interpretinnen               | Taylor Swift                                       |
| 2021 |      | Tina Turner                 | | Interpretinnen               | Angela Bassett                                     |
| 2022 |      | Pat Benatar                 | Pat Benatar zusammen mit Neil Giraldo | Interpretinnen               | Sheryl Crow                                        |
| 2022 |      | Elizabeth Cotten            | | Frühe Einflüsse              | keine                                              |
| 2022 |      | Eurythmics                  | Annie Lennox zusammen mit Dave Stewart | Interpretinnen               | The Edge                                           |
| 2022 |      | Dolly Parton                | | Interpretinnen               | Pink                                               |
| 2022 |      | Sylvia Robinson             | | Nicht-Interpretinnen         | keine                                              |
| 2022 |      | Carly Simon                 | | Interpretinnen               | Sara Bareilles                                     |
| 2023 |      | Kate Bush                   | | Interpretinnen               | Big Boi                                            |
| 2023 |      | Sheryl Crow                 | | Interpretinnen               | Laura Dern                                         |
| 2023 |      | Missy Elliott               | | Interpretinnen               | Queen Latifah                                      |
| 2023 |      | Chaka Khan                  | | Award for Musical Excellence | Jazmine Sullivan                                   |
| 2024 |      | Mary J. Blige               | | Interpretinnen               | Dr. Dre und Method Man                             |
| 2024 |      | Cher                        | | Interpretinnen               | Zendaya                                            |
| 2024 |      | Suzanne de Passe            | | Nicht-Interpretinnen         | keine                                              |
| 2024 |      | Big Mama Thornton           | | Frühe Einflüsse              | keine                                              |
| 2024 |      | Dionne Warwick              | | Award for Musical Excellence | Teyana Taylor                                      |
| 2025 |      | Carol Kaye                  | | Award for Musical Excellence |                                                    |
| 2025 |      | Cyndi Lauper                | | Interpretinnen               |                                                    |
| 2025 |      | Salt-N-Pepa                 | Cheryl „Salt“ James, Sandra „Pepa“ Denton und DJ Spinderella | Frühe Einflüsse              |                                                    |
| 2025 |      | The White Stripes           | Meg White zusammen mit Jack White | Interpretinnen               |                                                    |

### Mehrfache Mitgliedschaften
Bis 2021 wurden zwei Künstlerinnen doppelt (als Mitglieder einer Band und als Solo-Künstlerinnen) in die Hall of Fame aufgenommen. Carole King ist die einzige Künstlerin, die sowohl als Songschreiberin mit dem Ahmet Ertegün Award, zusammen mit Gerry Goffin, als auch zusätzlich als Interpretin ausgezeichnet wurde.
|  | Name         | Erste Aufnahme                                     | Jahr | Zweite Aufnahme | Jahr |
|  | ------------ | -------------------------------------------------- | ---- | --------------- | ---- |
|  | Carole King  | Gerry Goffin und Carole King (Ahmet Ertegün Award) | 1990 | Solo-Karriere   | 2021 |
|  | Stevie Nicks | Fleetwood Mac                                      | 1989 | Solo-Karriere   | 2019 |
|  | Tina Turner  | Ike & Tina Turner                                  | 1991 | Solo-Karriere   | 2021 |

## Nominierte Künstlerinnen
Die folgenden Künstlerinnen wurden mindestens einmal für die Rock and Roll Hall of Fame nominiert, aber bisher nicht als Mitglieder aufgenommen.
| Bild | Name                     | Jahr(e) mit Nominierung                                          | Weibliche Mitglieder (bei Bands) Männliche Mitglieder und Anmerkungen                       | Referenzen                                                                   |
| ---- | ------------------------ | ---------------------------------------------------------------- | ------------------------------------------------------------------------------------------- | ---------------------------------------------------------------------------- |
|      | Mariah Carey             | 2024, 2025                                                       |                                                                                             | [ 7 ] [ 8 ]                                                                  |
|      | The Chantels             | 2002, 2010                                                       | Sonia Goring Wilson, Lois Harris, Jackie Landry Jackson, Renée Minus White und Arlene Smith | [ 9 ] [ 10 ]                                                                 |
|      | Chic A                   | 2003, 2006, 2007, 2008, 2009, 2011, 2013, 2014, 2015, 2016, 2017 | verschiedene Besetzungen in den verschiedenen Jahren                                        | [ 11 ] [ 12 ] [ 13 ] [ 14 ] [ 15 ] [ 16 ] [ 17 ] [ 18 ] [ 19 ] [ 20 ] [ 21 ] |
|      | Joy Division / New Order | 2023, 2025                                                       | Gillian Gilbert zusammen mit Ian Curtis, Bernard Sumner, Peter Hook und Stephen Morris      | [ 22 ] [ 8 ]                                                                 |
|      | The Marvelettes          | 2013, 2015                                                       | Katherine Anderson, Gladys Horton, Georgeanna Tillman und Wanda Young                       | [ 23 ] [ 17 ] [ 19 ]                                                         |
|      | Sinéad O'Connor          | 2024                                                             |                                                                                             | [ 7 ]                                                                        |
|      | Esther Phillips          | 1986, 1987                                                       |                                                                                             | [ 24 ] [ 25 ]                                                                |
|      | Rufus B                  | 2012, 2018, 2019, 2020                                           | Chaka Khan zusammen mit verschiedenen Bandmitgliedern in den verschiedenen Jahren           | [ 26 ] [ 27 ] [ 28 ] [ 29 ]                                                  |
|      | Sade                     | 2024                                                             | Sade Adu zusammen mit Paul Denman, Andrew Hale und Stuart Mathewman                         | [ 7 ]                                                                        |
|      | Mary Wells               | 1986, 1987                                                       |                                                                                             | [ 24 ] [ 25 ]                                                                |

## Singles

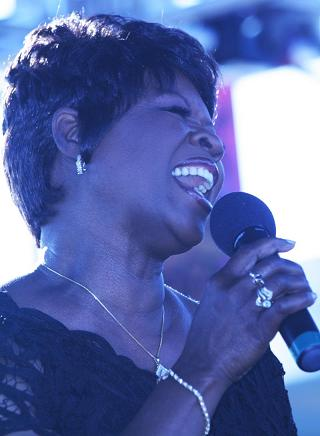
Irma Thomas, deren Lied "Time Is on My Side" 2020 aufgenommen wurde

Seit 2018 werden in einer neuen Kategorie Singles aufgenommen, die für den Rock and Roll prägend waren und die von Künstlerinnen und Künstlerin stammen, die zum jeweiligen Zeitpunkt noch keine Mitglieder der Rock and Roll Hall of Fame waren. In dieser Kategorie wurden bisher drei Lieder weiblicher Interpretinnen aufgenommen.
| Jahr | Künstlerin      | Lied (Jahr)                 | Label            |
| ---- | --------------- | --------------------------- | ---------------- |
| 2019 | The Chantels    | "Maybe" (1957)              | End Records      |
| 2019 | The Shangri-Las | "Leader of the Pack" (1964) | Red Bird Records |
| 2020 | Irma Thomas     | "Time Is on My Side" (1964) | Imperial Records |

## Belege
1. ↑  Rock and Roll Hall of Fame: Induction Ceremony and Process. (Memento vom 20. Februar 2008 im Internet Archive) In: Rockhall.com. 2007, abgerufen am 29. Februar 2020 (englisch).
2. ↑  Rock & Roll Hall of Fame Inductees – Complete List. In: Future Rock Legends. (englisch).
3. ↑  Pat Benatar | Rock & Roll Hall of Fame. Abgerufen am 4. Mai 2022.
4. ↑  Eurythmics | Rock & Roll Hall of Fame. Abgerufen am 4. Mai 2022.
5. 1 2 3 4 5  2024 Rock & Roll Hall of Fame inductees. In: The Rock and Roll Hall of Fame. Abgerufen am 22. April 2024 (englisch).
6. 1 2 3 4  2025 Rock & Roll Hall of Fame inductees. In: The Rock and Roll Hall of Fame. Abgerufen am 28. April 2025 (englisch).
7. 1 2 3  2024 nominees. In: The Rock and Roll Hall of Fame. Abgerufen am 11. Februar 2024 (englisch).
8. 1 2  The 2025 Rock & Roll Hall of Fame Nominees. In: Future Rock Legends. Abgerufen am 13. Februar 2025 (englisch).
9. ↑  Future Rock Legends - Rock and Roll Hall of Fame Class of 2002. In: futurerocklegends.com. Abgerufen am 12. Oktober 2019 (englisch).
10. ↑  Future Rock Legends - Rock and Roll Hall of Fame Class of 2010. In: futurerocklegends.com. Abgerufen am 12. Oktober 2019 (englisch).
11. ↑  Future Rock Legends - Rock and Roll Hall of Fame Class of 2003. In: futurerocklegends.com. Abgerufen am 12. Oktober 2019 (englisch).
12. ↑  Future Rock Legends - Rock and Roll Hall of Fame Class of 2006. In: futurerocklegends.com. Abgerufen am 12. Oktober 2019 (englisch).
13. ↑  Future Rock Legends - Rock and Roll Hall of Fame Class of 2007. In: futurerocklegends.com. Abgerufen am 12. Oktober 2019 (englisch).
14. ↑  Future Rock Legends - Rock and Roll Hall of Fame Class of 2008. In: futurerocklegends.com. Abgerufen am 12. Oktober 2019 (englisch).
15. ↑  Future Rock Legends - Rock and Roll Hall of Fame Class of 2009. In: futurerocklegends.com. Abgerufen am 12. Oktober 2019 (englisch).
16. ↑  Future Rock Legends - Rock and Roll Hall of Fame Class of 2011. In: futurerocklegends.com. Abgerufen am 12. Oktober 2019 (englisch).
17. 1 2  The 2013 Rock and Roll Hall of Fame Nominees - Future Rock Legends. In: futurerocklegends.com. Abgerufen am 12. Mai 2021 (englisch).
18. ↑  Future Rock Legends - Rock and Roll Hall of Fame Class of 2014. In: futurerocklegends.com. Abgerufen am 12. Oktober 2019 (englisch).
19. 1 2  Future Rock Legends - Rock and Roll Hall of Fame Class of 2015. In: futurerocklegends.com. Abgerufen am 12. Oktober 2019 (englisch).
20. ↑  Future Rock Legends - Rock and Roll Hall of Fame Class of 2016. In: futurerocklegends.com. Abgerufen am 12. Oktober 2019 (englisch).
21. ↑  Future Rock Legends - Rock and Roll Hall of Fame Class of 2017. In: futurerocklegends.com. Abgerufen am 13. Oktober 2019.
22. ↑  Future Rock Legends - The 2023 Rock & Roll Hall of Fame Nominees. In: futurerocklegends.com. Abgerufen am 2. Februar 2023 (englisch).
23. ↑  https://www.michiganradio.org/post/motowns-marvelettes-nominated-spot-rock-and-roll-hall-fame
24. 1 2  Future Rock Legends - Rock and Roll Hall of Fame Class of 1986. In: futurerocklegends.com. Abgerufen am 12. Oktober 2019 (englisch).
25. 1 2  Future Rock Legends - Rock and Roll Hall of Fame Class of 1987. In: futurerocklegends.com. Abgerufen am 12. Oktober 2019 (englisch).
26. ↑  Future Rock Legends - Rock and Roll Hall of Fame Class of 2012. In: futurerocklegends.com. Abgerufen am 12. Oktober 2019 (englisch).
27. ↑  Future Rock Legends - Rock and Roll Hall of Fame Class of 2018. In: futurerocklegends.com. Abgerufen am 13. Oktober 2019.
28. ↑  Future Rock Legends - Rock and Roll Hall of Fame Class of 2019. In: futurerocklegends.com. Abgerufen am 13. Oktober 2019 (englisch).
29. ↑  Future Rock Legends - Rock and Roll Hall of Fame Class of 2020. In: futurerocklegends.com. Abgerufen am 10. Januar 2020 (englisch).
30. ↑  Rock and Roll Hall of Fame Inducts Songs for the First Time, Including 'Born to Be Wild' & 'Louie Louie'. In: Billboard. Abgerufen am 15. April 2018.
31. 1 2  Anne Nickoloff: Songs by The Isley Brothers, The Shangri-Las honored at Rock Hall 2019 ceremony. In: cleveland.com. 30. März 2019, abgerufen am 30. März 2019.
32. ↑  Troy L. Smith: Rock and Roll Hall of Fame Inductions to skip Singles category in 2020. In: cleveland.com. 28. Oktober 2020, abgerufen am 28. Oktober 2020.